# Guns N' Roses/Metallica Stadium Tour
Guns N' Roses/Metallica Stadium Tour foi uma turnê conjunta das bandas americanas Guns N' Roses e Metallica, uma das turnês mais fascinantes da história do rock, trazendo grandes sucessos de ambas as bandas . 

## História
O evento mais famoso da turnê ocorreu durante um show em 8 de agosto de 1992 no Olympic Stadium de Montreal. O frontman do Metallica, James Hetfield, sofreu queimaduras de segundo e terceiro grau no braço esquerdo depois de pisar muito perto de uma explosão de pirotecnia durante a abertura de "Fade to Black". A banda foi forçada a cancelar a segunda hora do show, mas prometeu voltar à cidade para mais um show. 
Após um longo atraso, durante o qual o público se tornou cada vez mais inquieto, o Guns N' Roses subiu ao palco. No entanto, o tempo reduzido entre as séries não permitiu ajuste adequado dos monitores de palco, resultando em músicos não serem capazes de se ouvirem. Slash sofreu uma overdose durante o show. Além disso, o Guns N' Roses, notoriamente o vocalista Axl Rose, alegou que machucou a garganta, fazendo com que a banda saisse do estágio inicial. O cancelamento levou a um motim de membros da audiência. 
Desta vez, os membros da audiência prejudicada tomaram as ruas de Montreal, virando carros, quebrando janelas, saqueando lojas locais e definição de incêndios. As autoridades locais eram pouco capazes de trazer a multidão sob controle. A turnê prossegue no Arizona, mas com uma bandagem desportiva do cotovelo ao dedo de Hetfield, ele estava incapaz de tocar guitarra até que seu braço estivesse totalmente curado. O ex-roadie do Metallica e guitarrista do Metal Church John Marshall o substituiu para o resto da turnê na guitarra base, enquanto Hetfield continuou a cantar.
A turnê foi um grande sucesso financeiro para o Metallica, mas o Guns N' Roses fez pouco dinheiro. Segundo Slash, em sua autobiografia, auto-intitulado, Axl Rose era muito extravagante em seus gastos.

## Setlist Guns N' Roses
1. "Welcome to the Jungle"
2. "Mr. Brownstone"
3. "Live and Let Die" (cover de Paul McCartney)
4. "Nightrain"
5. "It's So Easy"
6. "Attitude" (cover de The Misfits)
7. "Bad Obsession"
8. "Double Talkin' Jive"
9. "Civil War"
10. "Patience"
11. "Out Ta Get Me"
12. "You Could Be Mine"
13. "November Rain"
14. "Sweet Child O' Mine"
15. "Knockin' on Heaven's Door" (cover de Bob Dylan)
16. "Estranged"
17. "Don't Cry" (Original)
18. "Paradise City"

## Setlist Metallica
1. "Creeping Death"
2. "Harvester of Sorrow"
3. "Welcome Home (Sanitarium)"
4. "Sad but True"
5. "Wherever I May Roam"
6. "Of Wolf and Man"
7. "For Whom the Bell Tolls"
8. "The Unforgiven"
9. "The Shortest Straw"
10. "Fade to Black"
11. "Master of Puppets"
12. "Seek & Destroy"
13. "Whiplash"
14. "Nothing Else Matters"
15. "Am I Evil?" (cover de Diamond Head)
16. "Last Caress" (cover de The Misfits)
17. "One"
18. "Enter Sandman"

## Datas
| Data                   | Cidade                      | Local                           |
| ---------------------- | --------------------------- | ------------------------------- |
| 17 de julho de 1992    | Washington, D.C.            | RFK Stadium                     |
| 18 de julho de 1992    | East Rutherford, New Jersey | Giants Stadium                  |
| 21 de julho de 1992    | Pontiac, Michigan           | Pontiac Silverdome              |
| 22 de julho de 1992    | Indianapolis, Indiana       | Hoosier Dome                    |
| 25 de julho de 1992    | Orchard Park, New York      | Rich Stadium                    |
| 26 de julho de 1992    | Pittsburgh, Pennsylvania    | Three Rivers Stadium            |
| 29 de julho de 1992    | East Rutherford, New Jersey | Giants Stadium                  |
| 8 de agosto de 1992    | Montreal, Quebec            | Olympic Stadium                 |
| 25 de agosto de 1992   | Avondale, Arizona           | Phoenix International Raceway   |
| 27 de agosto de 1992   | Las Cruces, New Mexico      | Aggie Memorial Stadium          |
| 29 de agosto de 1992   | New Orleans, Louisiana      | Louisiana Superdome             |
| 2 de setembro de 1992  | Orlando, Florida            | Citrus Bowl                     |
| 4 de setembro de 1992  | Houston, Texas              | Astrodome                       |
| 5 de setembro de 1992  | Irving, Texas               | Texas Stadium                   |
| 7 de setembro de 1992  | Columbia, South Carolina    | Williams-Brice Stadium          |
| 11 de setembro de 1992 | Foxborough, Massachusetts   | Foxboro Stadium                 |
| 13 de setembro de 1992 | Toronto, Ontario            | Exhibition Stadium              |
| 15 de setembro de 1992 | Minneapolis, Minnesota      | Hubert H. Humphrey Metrodome    |
| 17 de setembro de 1992 | Kansas City, Missouri       | Arrowhead Stadium               |
| 19 de setembro de 1992 | Denver, Colorado            | Mile High Stadium               |
| 24 de setembro de 1992 | Oakland, California         | Oakland-Alameda County Coliseum |
| 27 de setembro de 1992 | Los Angeles, California     | Los Angeles Coliseum            |
| 30 de setembro de 1992 | San Diego, California       | Jack Murphy Stadium             |
| 3 de outubro de 1992   | Pasadena, California        | Rose Bowl Stadium               |
| 6 de outubro de 1992   | Seattle, Washington         | Kingdome                        |

## Guns N' Roses Créditos
- W. Axl Rose – vocais, piano, apito, assobio
- Slash – guitarra solo
- Duff McKagan – baixo, backing vocals, vocais em "Attitude"
- Dizzy Reed – teclados, piano, orgão, sintetizador, percussão
- Matt Sorum – bateria, percussão, backing vocals
- Gilby Clarke – guitarra rítmica, backing vocals

## Metallica Créditos
- James Hetfield – vocais, guitarra rítmica
- Kirk Hammett – guitarra solo
- Lars Ulrich - bateria
- Jason Newsted – baixo, backing vocals
- John Marshall - guitarra rítmica (25 de agosto - 6 de outubro)